# Thaon
Thaon is een gemeente in het Franse departement Calvados (regio Normandië). De plaats maakt deel uit van het arrondissement Caen. Thaon telde op 1 januari 2022 1.851 inwoners.

## Geografie
De oppervlakte van Thaon bedroeg op 1 januari 2022 8,3 vierkante kilometer; de bevolkingsdichtheid was toen 223 inwoners per km².
De onderstaande kaart toont de ligging van Thaon met de belangrijkste infrastructuur en aangrenzende gemeenten.

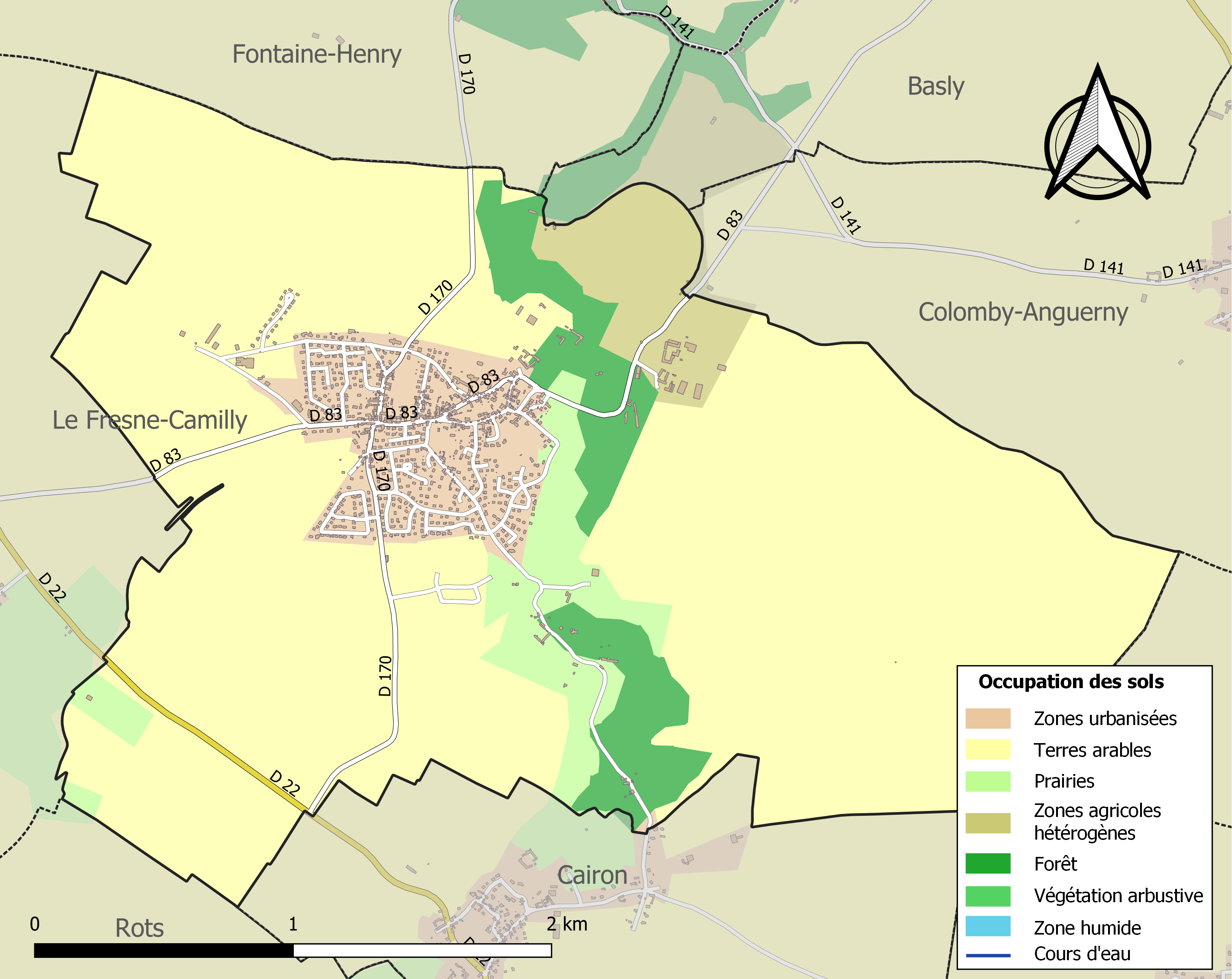

## Bezienswaardigheden
- de kerk Saint-Pierre is een ex-parochiekerk die dateert uit de 11e en 12e eeuw. Het bouwwerk is een schoolvoorbeeld van de Normandische romaanse architectuur. De kerk ligt, buiten het centrum van Thaon, bucolisch verscholen in een groen schrijn in de vallei van het riviertje de Mue. Ze werd definitief buiten gebruik gesteld in 1840 toen een nieuwe kerk werd gebouwd die zich dicht bij het centrum van Thaon bevindt.

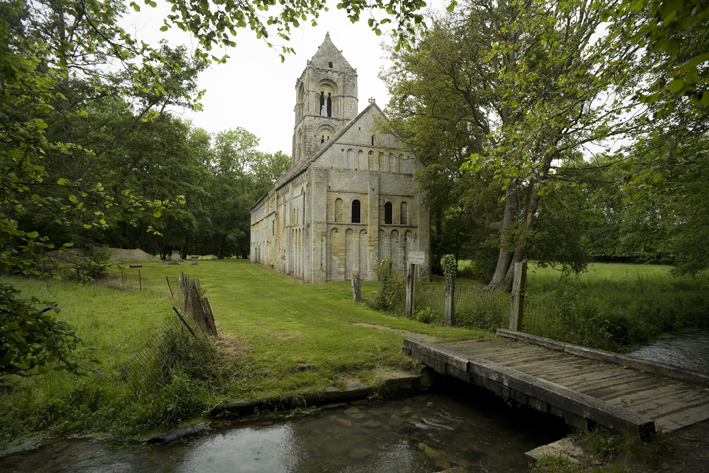
De idyllisch gelegen kerk met de platte apsis en de zuidgevel.
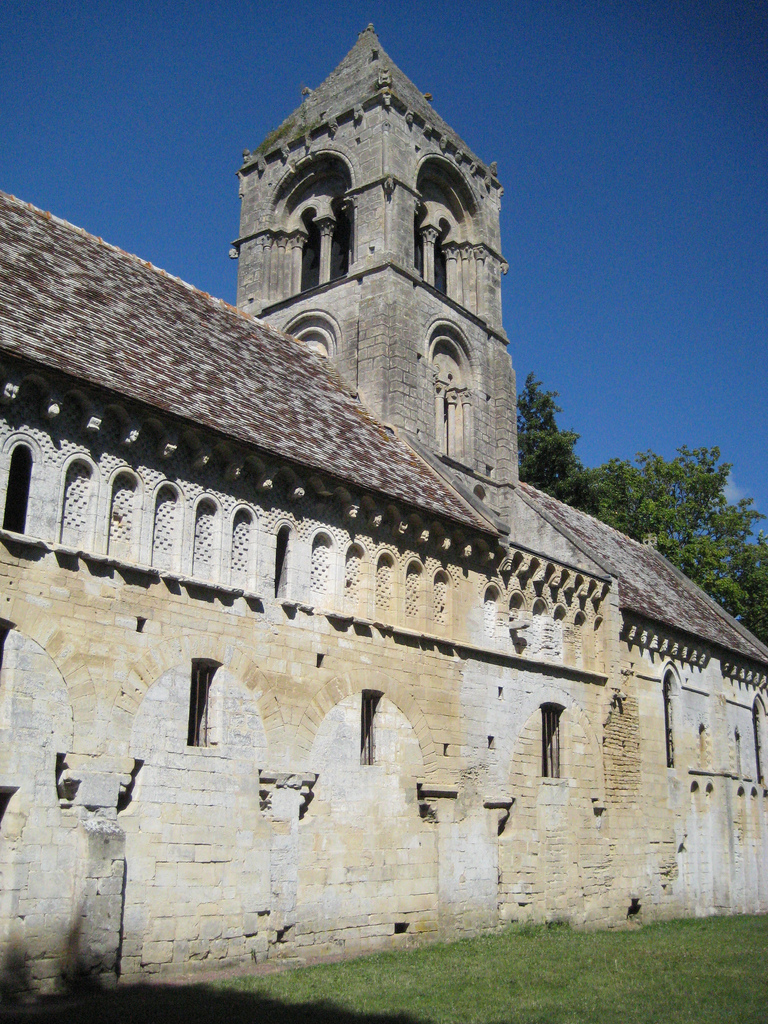
De zuidgevel met de bogengalerij van het schip.
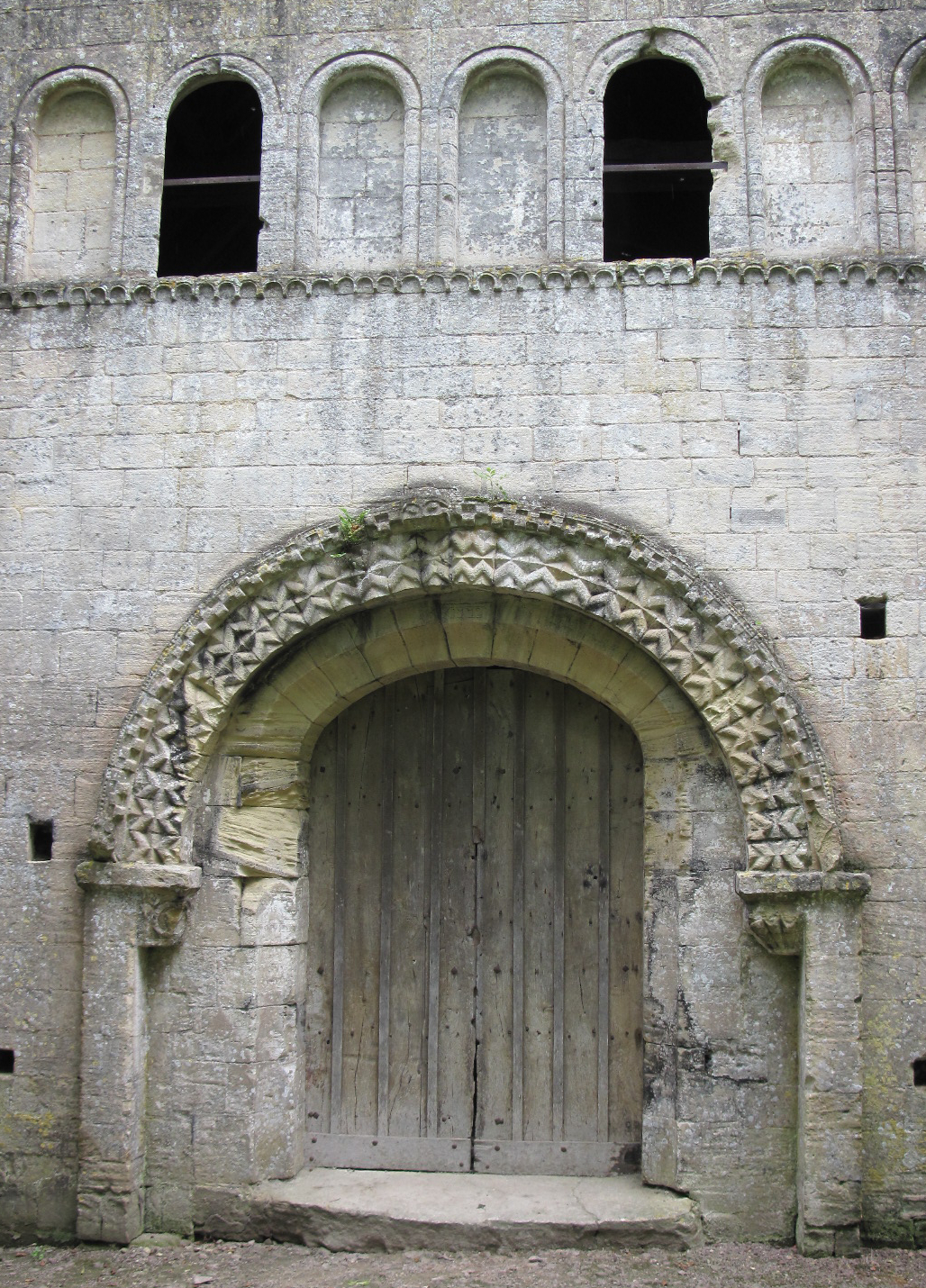
Het romaans portaal van de westgevel.
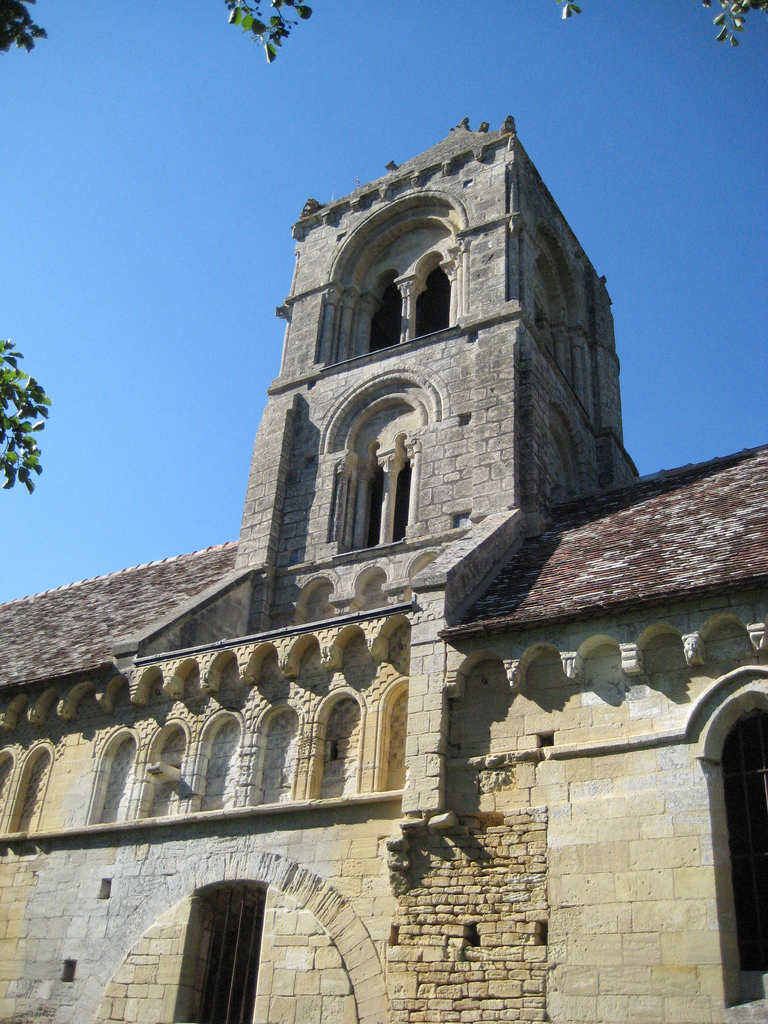
De toren met de kraagstenen en de bogengalerij.
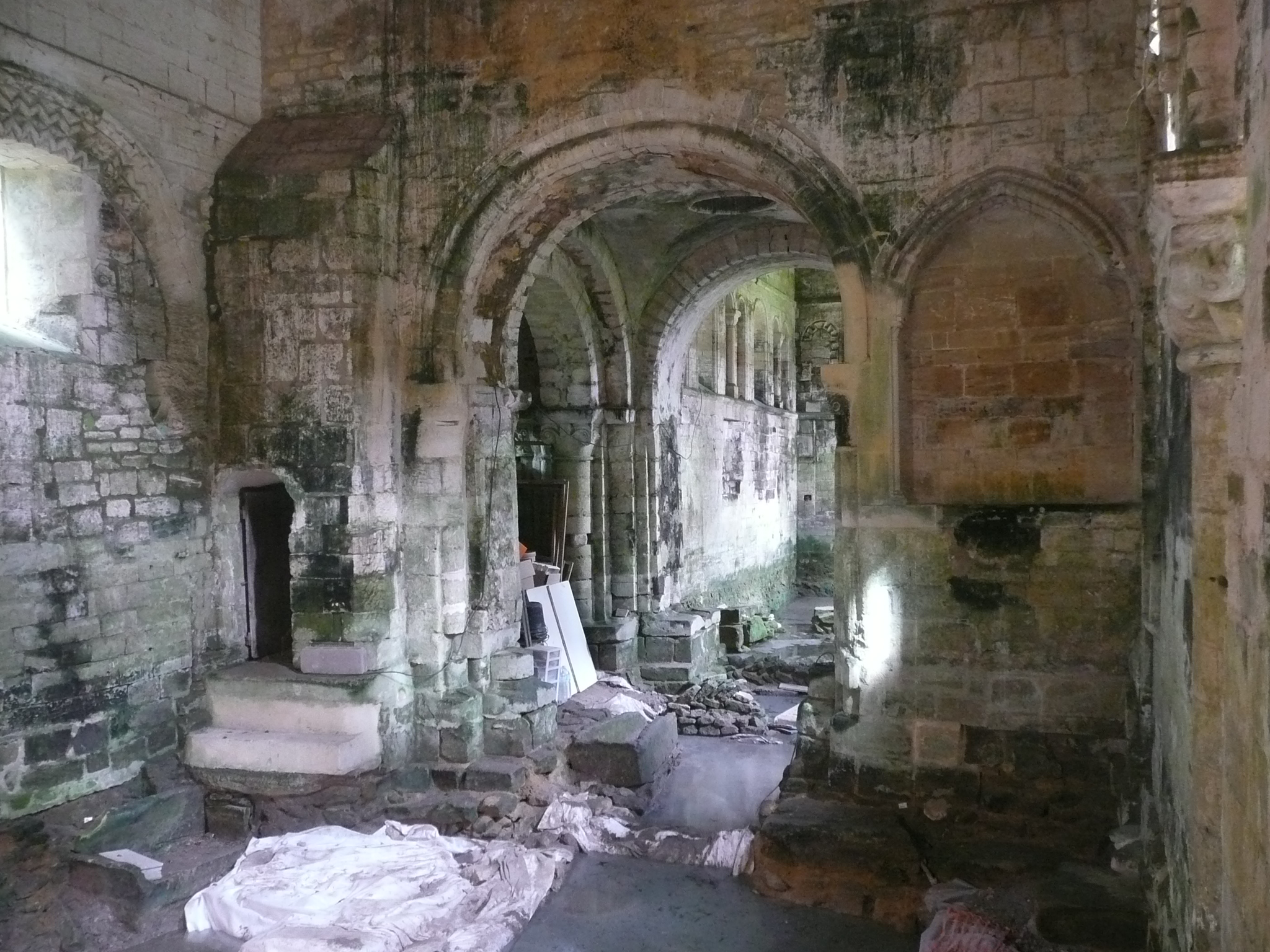
Binnen in het schip.

- het kasteel dateert uit de 18e eeuw
- de menhirs van de Grosses Devises

## Demografie
Onderstaande figuur toont het verloop van het inwonertal (bron: INSEE-tellingen).
Vanwege een beveiligingsprobleem met de MediaWiki Graph-software is het momenteel niet mogelijk deze grafiek weer te geven. Zodra de software is bijgewerkt zal de grafiek vanzelf weer zichtbaar worden.